# Marcel Mauss
Marcel Mauss (Épinal, 10 de maig de 1872 — París, 1 de febrer de 1950) ha estat considerat sovint com el "pare de l'etnologia francesa". Nebot i deixeble d'Emile Durkheim, després de realitzar els seus estudis de filosofia a la Universitat de Bordeus, es va aproximar als corrents neokantians i políticament feia part del socialisme francés organitzat per Jean Jaurès. Mauss va col·laborar amb l'equip de Durkheim, que es reunia al voltant de la revista L'Année Sociologique, encara que hi va mantenir una posició bastant independent al respecte. Dins L'Année Sociologique, va ser un dels seus redactors permanents com a responsable de la secció d'història de les religions. Marcel Mauss va aprofundir els seus coneixements amb l'estudi del sànscrit i amb la seva anada a Oxford per ampliar els seus coneixements antropològics a l'escola d'Edward Burnett Tylor. El 1925 va fundar l'Institut d'Etnologia. Mauss, al contrari del que succeïx, per exemple amb Bronislaw Malinowski, va portar a terme pocs treballs de camp. No obstant això, va tractar d'abastar les realitats completament, especialment per mitjà de la seva famosa expressió del "fet social total". Així, en la seva opinió, un fet social comporta sempre dimensions econòmiques, religioses o jurídiques i no pot reduir-se solament a un d'aquests aspectes. Mauss estudia l'ésser humà en la seva realitat concreta, és a dir, des d'un triple punt de vista: el fisiològic, el psicològic i el sociològic. Es va interessar pel significat social del do en les societats tribals, així com pel fenomen religiós, en considerar la màgia com un fenomen social, i en recórrer i explicitar el terme de Mana. Amb el seu famós Assaig sobre el do, va ser l'inspirador de tota una part de la reflexió sobre l'antropologia econòmica, en mostrar que el do és agonista, ja que el vincle és no mercantil (canvis no remunerats), alhora que crea un vincle social que "obliga" qui ho rep, que només es pot alliberar per mitjà d'un "contra do". Per a Mauss, el do és essencial en la societat humana.
Cal assenyalar que el Mouvement anti-utilitariste dans les sciences sociales (MAUSS) es considera hereu dels treballs de Marcel Mauss. Edita una revista semestral: Revue du Mauss

## Obres
- Esquisse d'une théorie générale de la magie, 1902.
- Essai sur le don (publicat dins Sociologie et anthropologie), 1924.
- Sociologie et anthropologie, recull d'articles, prefaci de Claude Lévi-Strauss, 1950.
- La sociologie: objet et méthode, article escrit amb la col·laboració de Paul Fauconnet, 1901.
- Manuel d'ethnographie, 1967.
- Essais de sociologie, 1968.
- Écrits politiques, 1997.

## Estudis referents a Marcel Mauss
- Bruno Karsenti, L'homme total. Sociologie, anthropologie et philosophie chez Marcel Mauss, P.U.F., 1997.
- Bruno Karsenti, « L'amitié se donne-t-elle ? », in Sophie Jankélévitch et Bertrand Ogilvie (dir.), L'amitié, Autrement, 2003.
- Camille Tarot, Sociologie et anthropologie de Marcel Mauss, collection Repères, La Découverte, 2003.
- Gregory, C. A. 1982. Gifts and Commodities. London.
- Gregory, C. A. 1997. Savage money: the anthropology and politics of commodity exchange. Amsterdam: Harwood Academic, 1997.
- Laidlaw, J. 2000. ‘A free gift makes no friends' Journal of the Royal Anthropological Institute 6:617-634.
- Marcel Fournier, Marcel Mauss, Fayard, 1994 – biografia amb bibliografia exhaustiva.
- Mauss, M. 1990. The Gift: forms and functions of exchange in archaic societies. London: Routledge.
- Marcel Mauss: A Centenary Tribute James, W. and Allen, N. J. (eds.). New York: Berghahn Books.
- Moebius, Stephan. 2006. Marcel Mauss. Konstanz.
- Testart, A. 1998. 'Uncertainties of the 'Obligation to Reciprocate': A Critique of Mauss' in * Moebius, Stephan/Papilloud, Christian (Ed.). 2005. Gift – Marcel Mauss' Kulturtheorie der Gabe. Wiesbaden: VS.